# Monumento a los veteranos de guerra soviéticos
El Monumento a los veteranos de guerra soviéticos (en serbio: Споменик совјетским ратним ветеранима) es un monumento situado en la montaña Avala, cerca de Belgrado, Serbia. Está dedicado a los miembros de la delegación militar soviética que murieron en un accidente aéreo en el Avala el 19 de octubre de 1964. La delegación estaba volando a Belgrado para asistir a la celebración del 20 aniversario de la liberación de Belgrado el 20 de octubre de 1944, ya que las fuerzas del Ejército Rojo habían participado en la operación. En el accidente de avión, un Ilyushin Il-18, murieron entre otros el mariscal Sergei Biriuzov y el general Vladimir Zhdanov.
El monumento fue esculpido por Jovan Kratohvil, y en él se encuentra una placa que reza:

"Aquí, en una tragedia aérea, el 19 de octubre de 1964, murieron héroes soviéticos, nuestros aliados y compañeros de guerra".

## Víctimas
Un total de 33 personas fallecieron en el accidente, que fue debido a un error del piloto y a la niebla que cubría Avala. La lista de oficiales que viajaban en el Ilyushin Il-18 era la siguiente:
- Mariscal Sergei Biriuzov.
- Teniente general Vladimir Zhdanov.
- General de división Nikolai Mirnov.
- Teniente general Nikolai Škodunovič.
- Teniente general Ivan Kravtsov.
- General de división Leonid Bočarov.
- Coronel Šeluljko Timofeevič.